# زین دیویدز
زین دیویدز (انگلیسی: Zain Davids؛ زادهٔ ۴ مهٔ ۱۹۹۷) بازیکن راگبی ۷ نفره اهل آفریقای جنوبی است.
وی در مسابقات کشوری و بین‌المللی در مجموع برندهٔ ۱ مدال طلا، ۱ مدال نقره، ۱ مدال برنز شده است.